# Phúc Than
Phúc Than  là xã thuộc huyện Than Uyên, tỉnh Lai Châu, Việt Nam.

## Địa giới hành chính
Địa giới hành chính xã Phúc Than: Đông giáp xã Nậm Xé, huyện Văn Bàn, tỉnh Lào Cai; Tây giáp xã Mường Mít; Nam giáp xã Mường Than; Bắc giáp xã Pắc Ta, Hố Mít.

## Lịch sử hành chính
Xã Phúc Than được thành lập năm 2006 trên cơ sở điều chỉnh 5.628,32 ha diện tích tự nhiên và 4.865 người của xã Mường Than.